# Zalău
Zalău (pronunciació en romanès: [zaˈləw]; en alemany: Zillenmarkt o Waltenberg, en hongarès: Zilah) és la seu del comtat de Sălaj (Romania). El 2011, la seva població estimada era de 56.202 habitants.

## Història

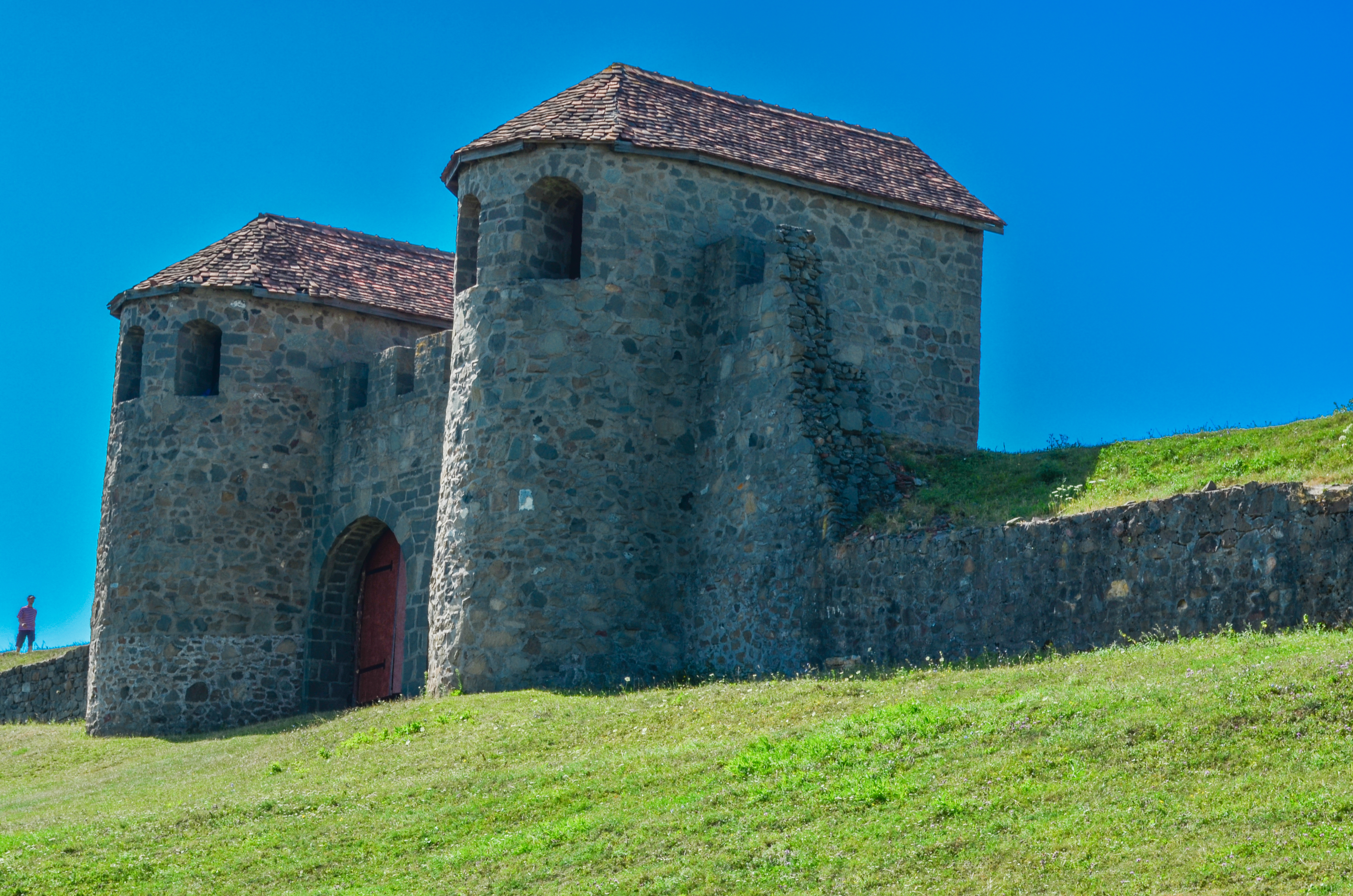
Porta Praetoria, la porta de l'antiga castra romana a Porolissum

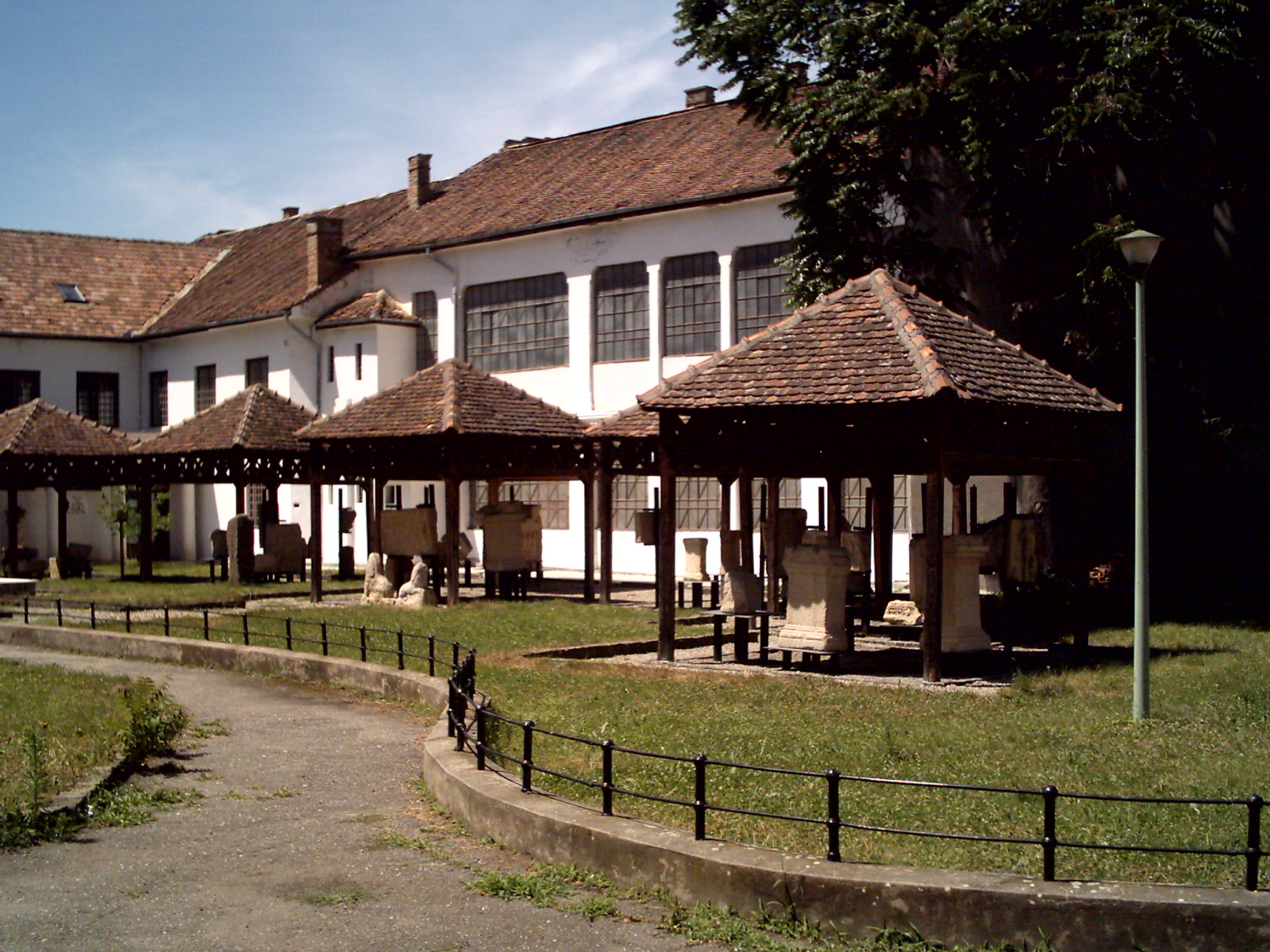
Relíquies romanes al Museu del Comtat de Zalău

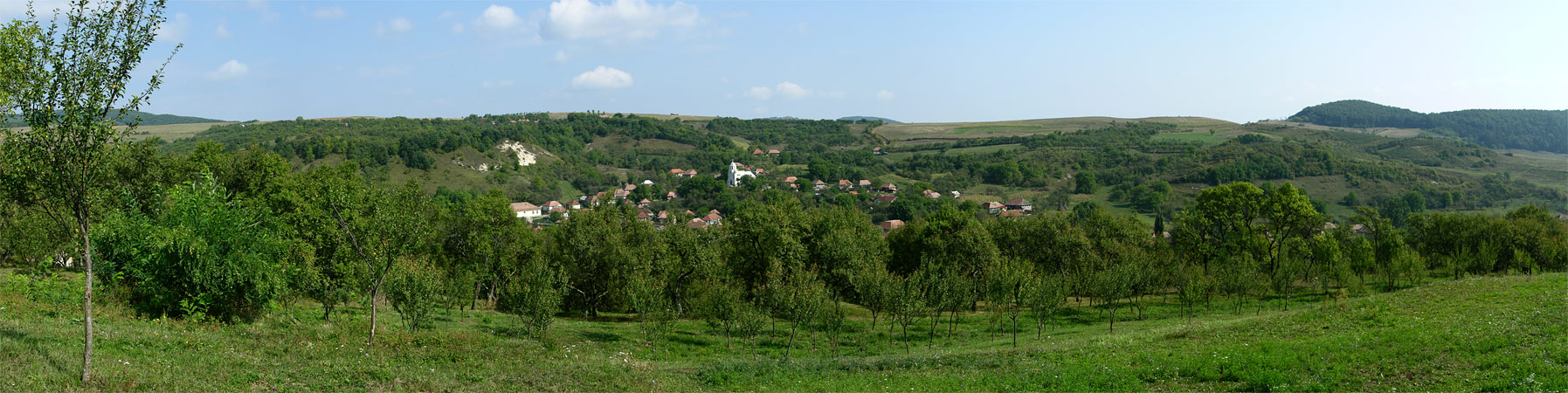
Stâna és una part de Zalău

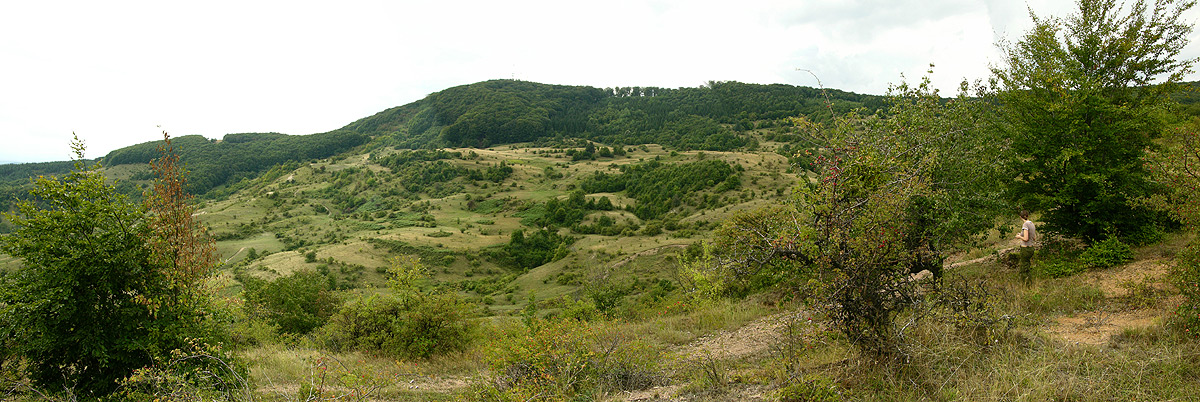
Măgura Stânii (716 m) a Stâna

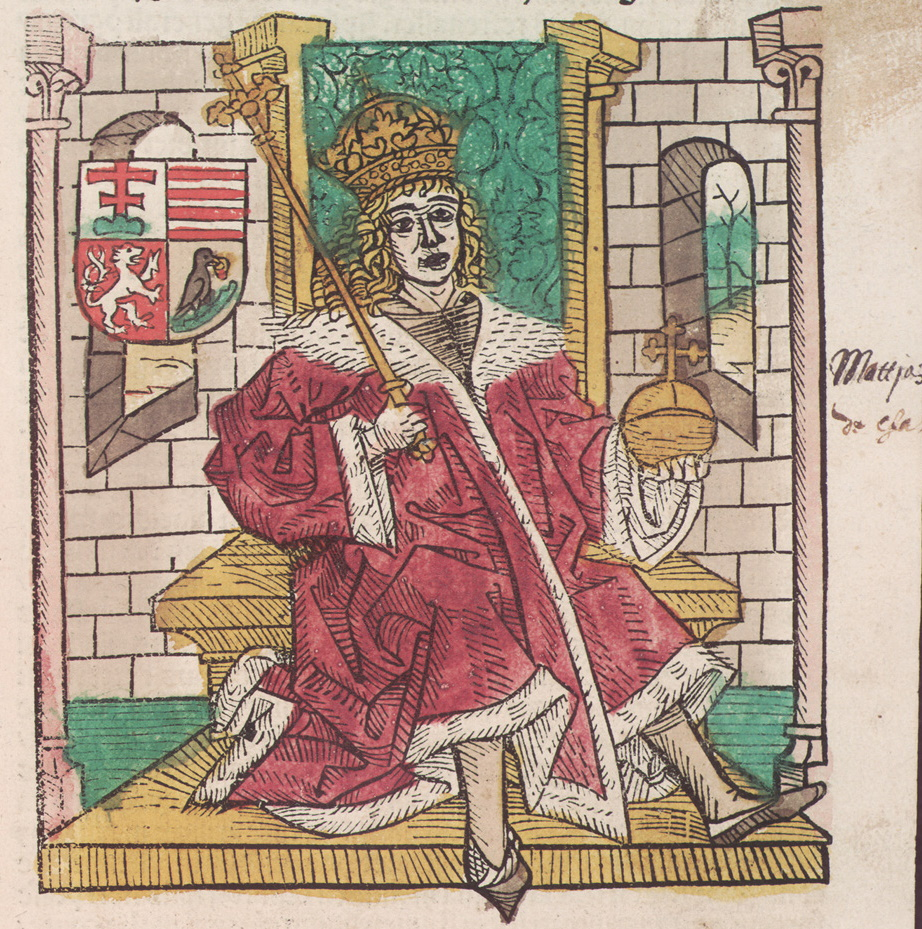
L'1 d'agost de 1473, Matthias Corvinus va certificar Zalău com a ciutat, "Oppidum Zilah".

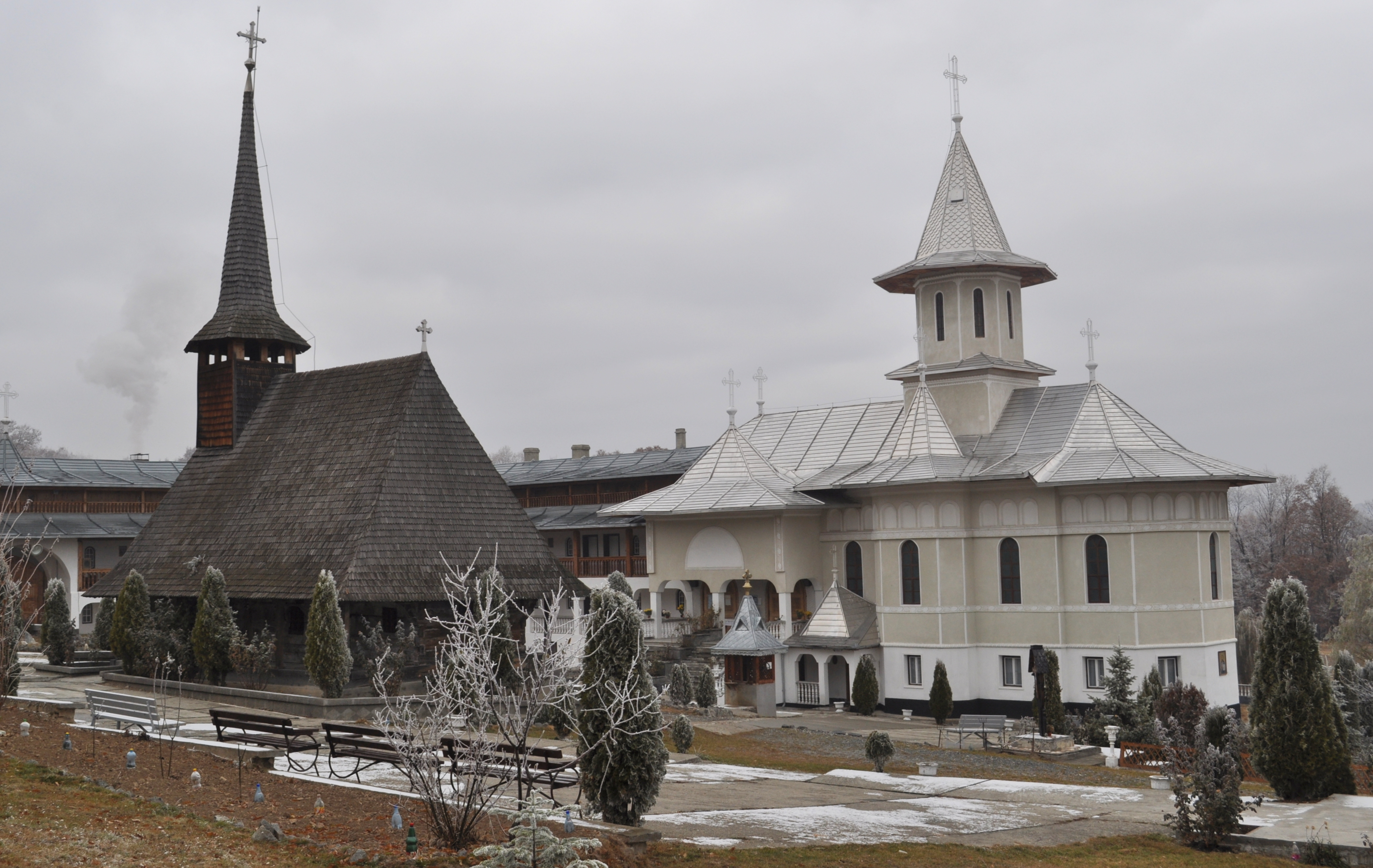
Església de fusta de Stâna (un barri de Zalău) construïda el 1778, traslladada al monestir de Bic el 1997

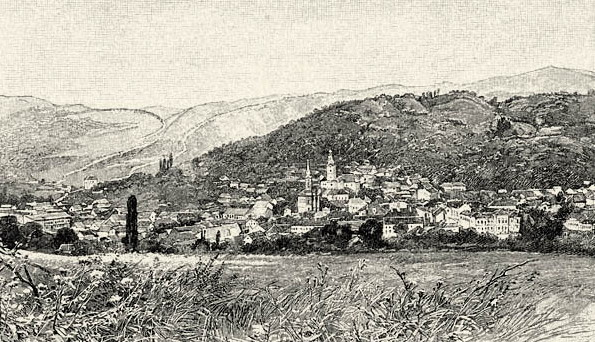
Zalău, pintura del

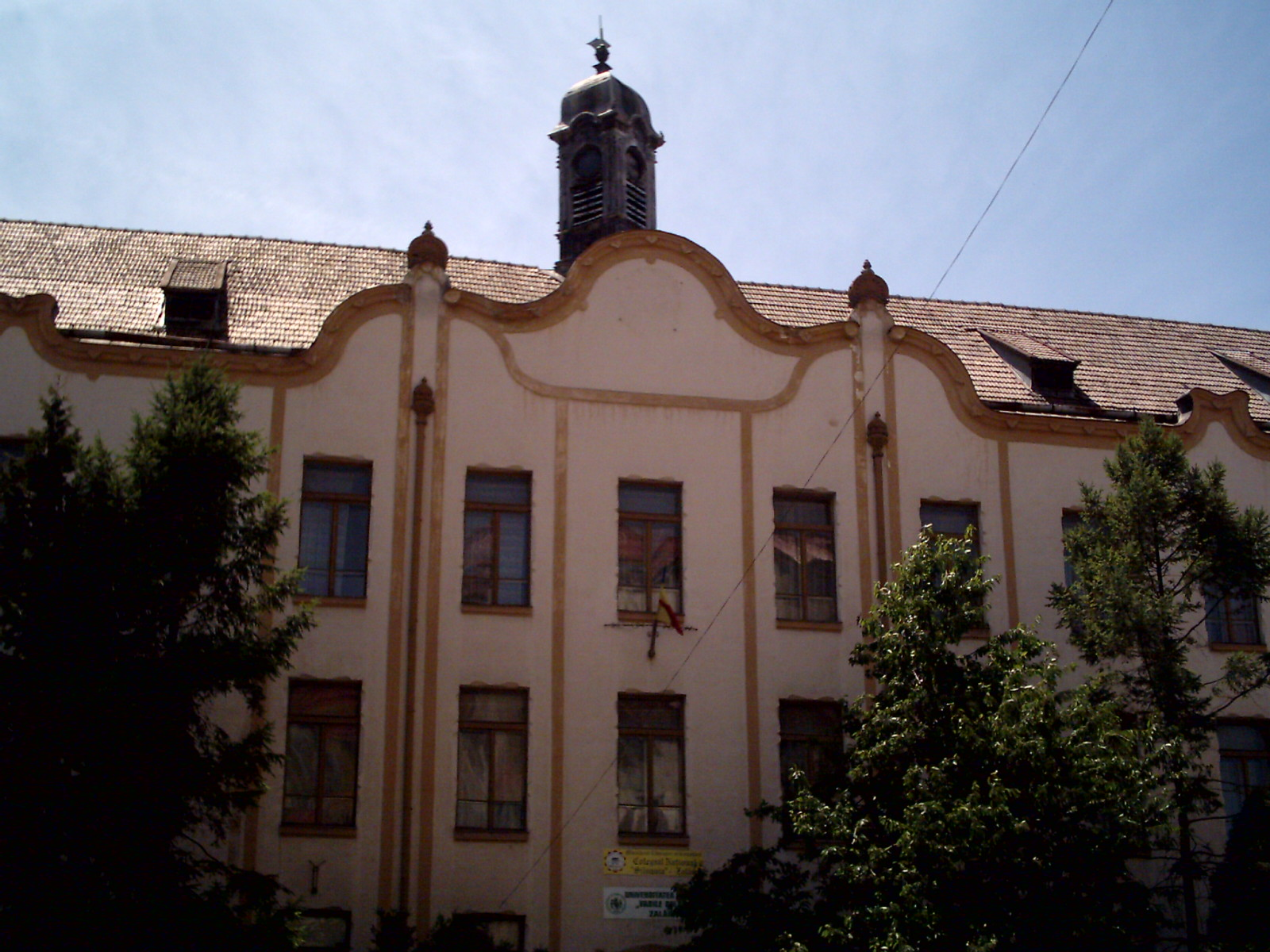
Col·legi Nacional Silvania

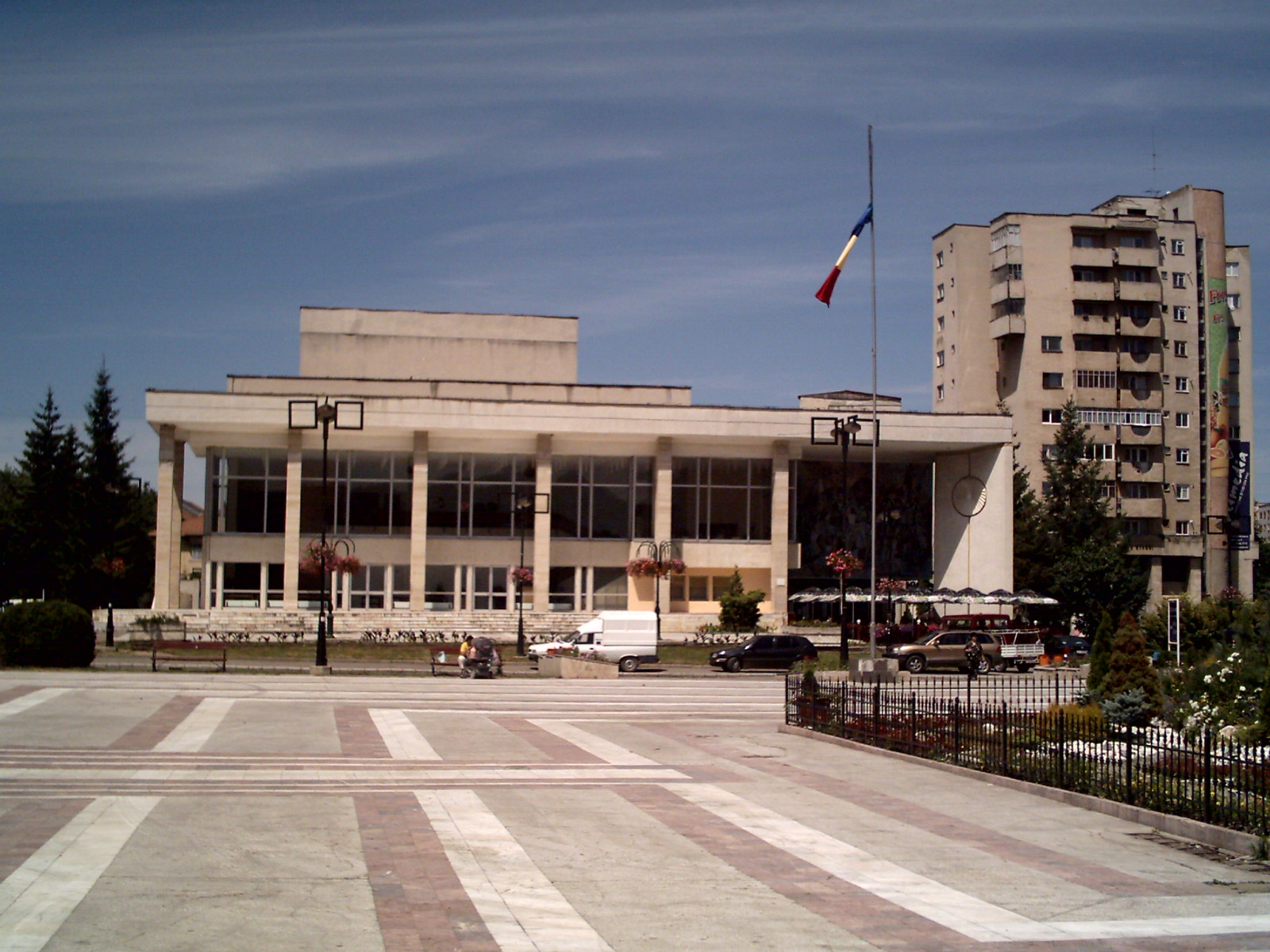
Casa de Cultura dels Sindicats i plaça principal de Zalău

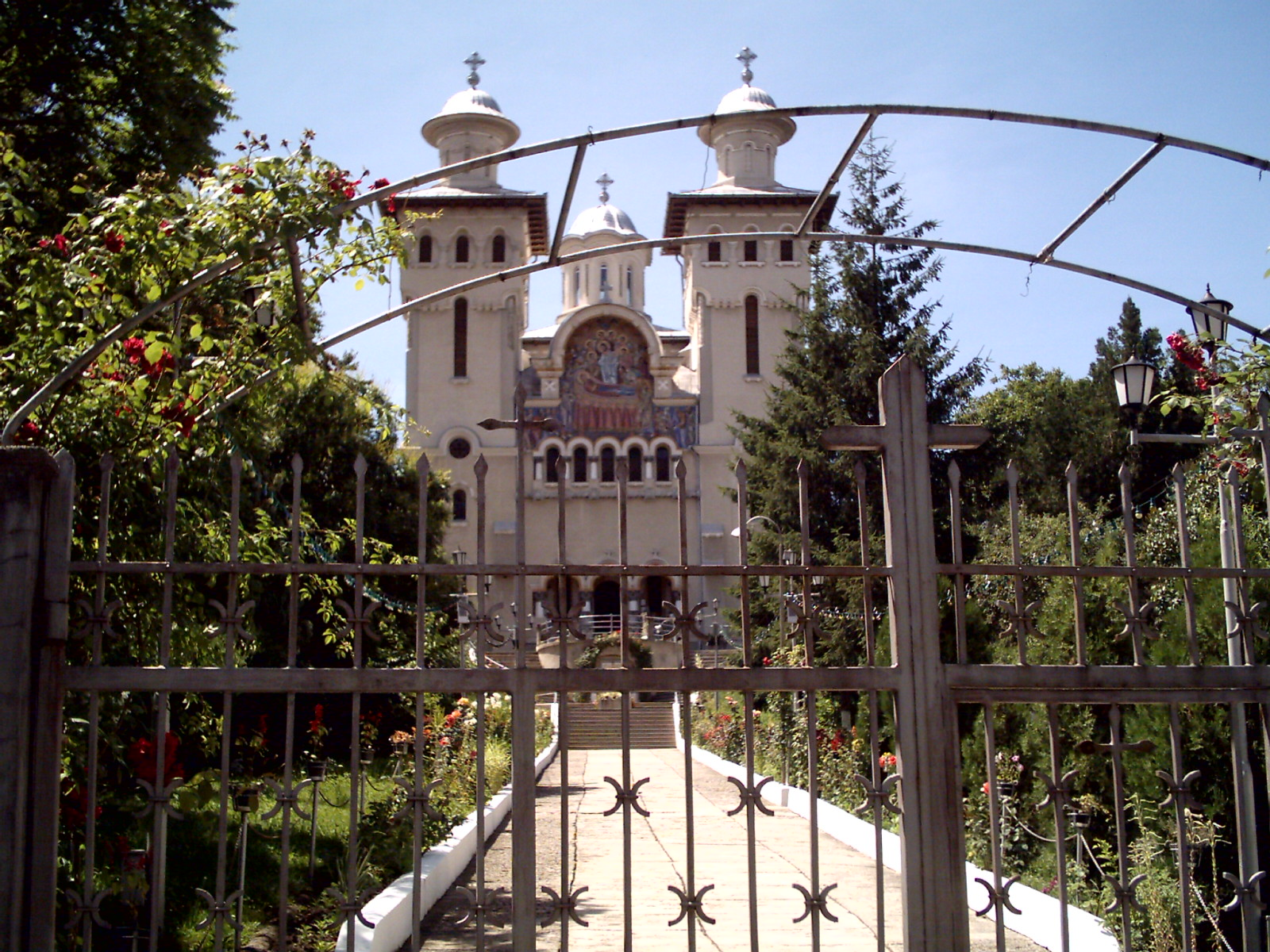
L'església de la Dormició de la Mare de Déu fou construïda el 1934 per la comunitat greco-catòlica.

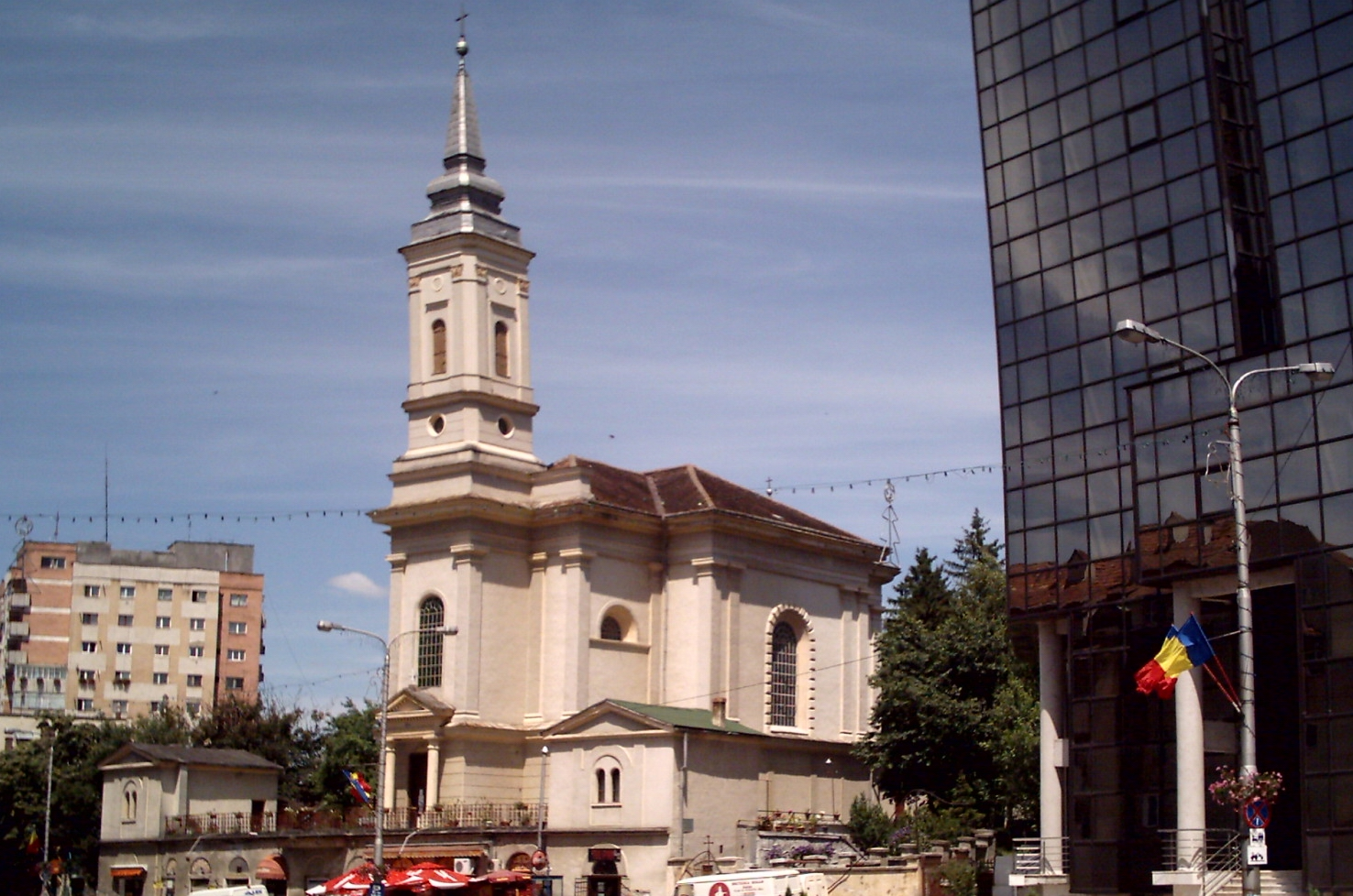
Església catòlica i centre de la ciutat

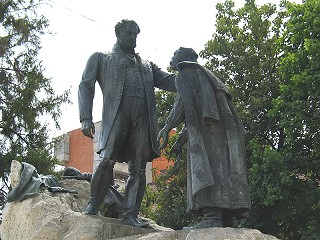
Monument Wesselényi, construït el 1902 per János Fadrusz

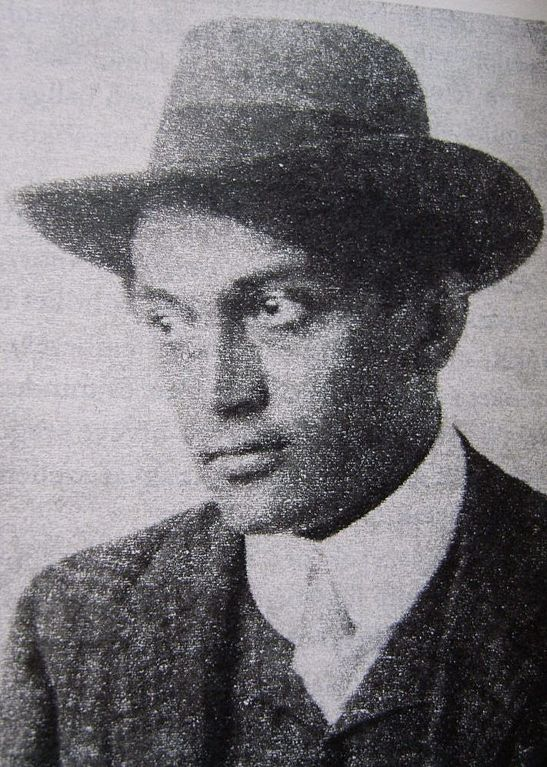
Ady Endre va assistir a l'escola de Zalău.

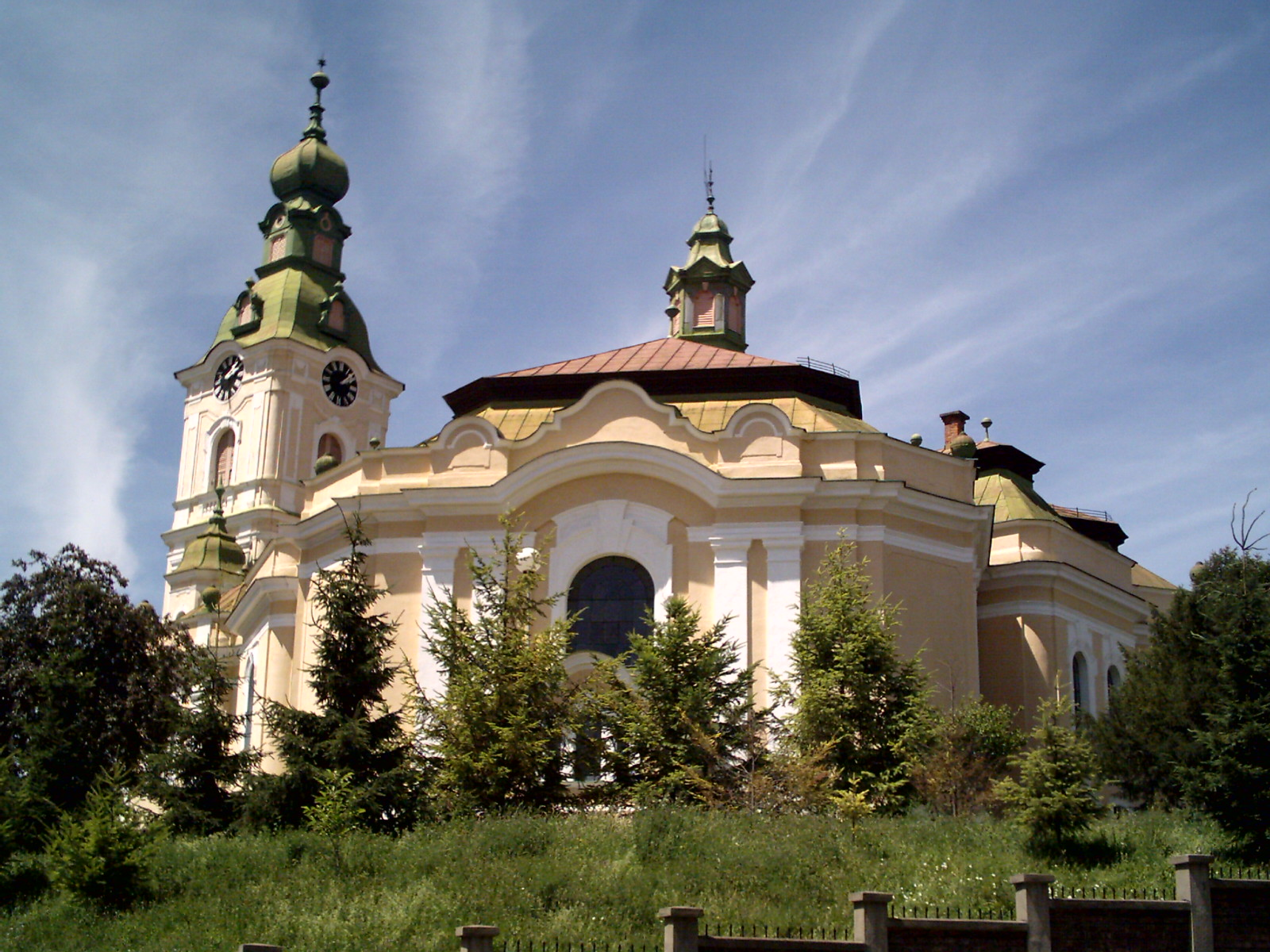
Església reformada, Zalău construïda entre 1904 i 077

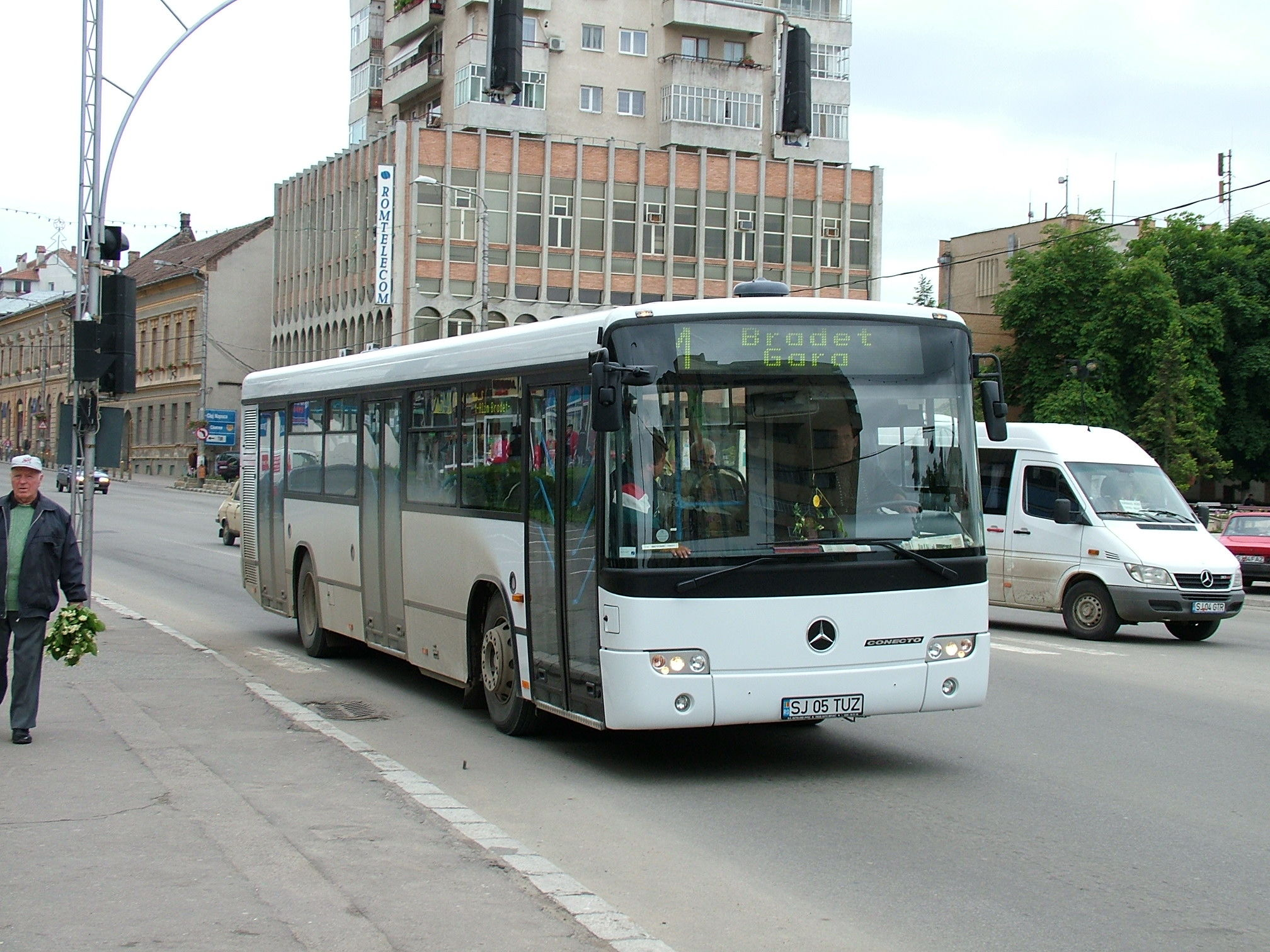
La plaça principal de Zalău

Zalău es troba a la zona habitada pels dacis, a 8 km (5.0 mi) distància de la fita històrica de Porolissum, un castrum romà ben conservat amb una imponent fortalesa, un amfiteatre, temples, cases i una duana a l'antiga província romana de Dàcia.
Zalău es coneix com Villa Ziloc el 1220, Zylac el 1246, Zylah el 1282, Zyloh i oppidum Zylah el 1318, Zila el 1601, Zilahu el 1808, Sziláj / Szilágyi el 1839, Szilaju el 1850 i Zalău / Sziláju / Walthenberg el 1854. Després de la gran invasió mongola, que va destruir la ciutat el 1241, Zalău va entrar el 1246 sota l'administració del bisbat catòlic d'Oradea. La tutela es va mantenir fins al 1542, quan Zalău va passar a formar part del Principat de Transsilvània.
L'1 d'agost de 1473, Maties Corví, rei d'Hongria i Bohèmia, va reconèixer Zalău per primera vegada com a ciutat de mercat (anomenada oppidum Zilah - fort Zilah), un privilegi que va alliberar la ciutat de la dominació del comtat, va atorgar als seus ciutadans el dret de lliure comercial i li va donar un major grau d'autonomia econòmica.
A finals del segle xvi, la ciutat tenia una direcció administrativa independent, composta per 33 senadors elegits (un dels quals era l'alcalde), un notari, un registrador i un tresorer.
Altres esdeveniments importants en el desenvolupament de la ciutat es van produir el 1571 durant el regnat del príncep Esteve VIII Bathory i el 1600 sota el regnat de Miquel el Valent. Després de l'annexió de Transsilvània a l'Imperi Habsburg, la ciutat va experimentar un declivi econòmic a causa de la infusió de productes de l'Europa Occidental. Després de la victòria de Miquel el Valent a la batalla de Guruslău el 3 d'agost de 1601, Zalău va rebre normes pròpies administratives, legislatives, fiscals i militars, que proporcionaven llibertats d'autonomia real als ciutadans. Una crònica del segle XVII esmentava per primera vegada els principals oficis dels residents de la ciutat: fabricants de cinturons, terrissaires, ferrers, sabaters, carnissers, sastres, ferrers, fusters, fabricants de barrets i armers.
La ciutat va estar sota el govern del Principat de Transsilvània entre 1526 i 1660. També va ser controlada per l'Imperi Otomà entre 1660 i 1692, la ciutat formava part de Varat Eyalet.
El col·legi calvinista es va fundar a la primera meitat del segle xvii.
El 9 de novembre de 1714, Carles XII de Suècia va descansar una nit en un edifici del carrer Király (que ara porta el nom de Corneliu Coposu) amb un conegut György Zoványi, tal com indica un avís encara a la casa.
Fins a la reforma administrativa del 1876, la ciutat havia estat la seu de Közép-Szolnok durant segles.

### Temps moderns
El 1850 tenia 4.294 habitants i, el 1910–8.062 (7.477 hongaresos, 19 alemanys, 529 romanesos i 23 pertanyents a altres grups ètnics). Per religió, hi havia 1.333 catòlics romans, 873 grecs, 5.363 membres de l'església reformada i 415 jueus. La ciutat tenia 1.427 llars, i la majoria dels seus habitants ocupaven la indústria manufacturera. L'església reformada es va construir el 1246. És un dels edificis més antics de la ciutat i un dels més grans d'Europa de l'Est.
El 1876, Zalău es va convertir en la seu del comtat de Szilágy. Després de la proclamació de la Unió de Transsilvània amb Romania (1918), pel Tractat del Trianon Zalău ha format part de Romania, excepte entre 1940 i fins a la fi de la Segona Guerra Mundial, quan la Transsilvània del Nord va passar a formar part d'Hongria com a conseqüència de la Segona Arbitratge de Viena. El 8 de setembre de 1940, a l'arribar a Zalău, l'exèrcit hongarès va matar 11 persones als afores de la ciutat; i la matança de Treznea es va produir al proper poble de Ciumărna l'endemà.
Entre 1892 i 1896, un dels poetes hongaresos més famosos Endre Ady va assistir a l'escola protestant de Zalău (des del 1957 hi ha una estàtua d'Endre Ady davant de l'escola). El poeta també va publicar el seu primer poema al diari local " Szilágy " el 22 de març de 1896. Una placa commemorativa a la façana de l'edifici on vivia recorda el temps que Ady Endre hi va passar.
A finals del segle xix, Lajos Szikszai va donar la seva col·lecció privada al municipi i es va crear el primer museu de Zalău. També es va organitzar una exposició el 1926, però el Museu del Comtat de Zalău es va inaugurar oficialment el 1951. El 9 de juliol de 1981 es va inaugurar una nova secció del Museu del Comtat de Zalău que va rebre el nom de Galeria d'Arts "Ioan Sima".
La "Biblioteca Central", amb 7.000 llibres romanesos i hongaresos, es va inaugurar el 23 d'agost de 1950. El 1952 es va convertir en "Biblioteca de districte", coordinant totes les biblioteques del districte de Zalău. El 1957 va prendre el nom d'Ioniță Scipione Bădescu. Es va convertir en la "Biblioteca del Comtat" amb la reforma administrativa del febrer de 1968.
A finals dels anys seixanta, la ciutat es va convertir per primera vegada en un centre industrial regional, que va tenir un fort impacte en el procés de sistematització. Fàbriques industrials com Armătura Zalău, Silcotub Zalău i Anvelope Silvania (recentment comprades per Michelin) van contractar milers de treballadors, cosa que va provocar un augment de la població com a resultat. L'afluència de població va provocar gradualment canvis en l'estructura ètnica, ja que els romanesos eren ara la majoria i els hongaresos es reduïen a una minoria. Tanmateix, en moltes de les comunes dels voltants, l'estructura ètnica encara es mantenia inalterada (per exemple, Vârșolț) encara està poblada per hongaresos; en canvi, pobles propers com Marin tenen una població romanesa 100% ètnica, bàsicament inalterada des de fa més d'un segle. Als anys 70, amb l'expansió de la població obrera, es van construir urbanitzacions de pisos de gran alçada tant al centre com als afores de la ciutat.
El 2007, a causa de la negligència del distribuïdor local de gas natural, una acumulació de gas va produir una explosió que va provocar víctimes i danys materials importants.
Avui Zalău està travessada per la carretera europea E81 i la carretera nacional DN 1F. S'està construint una nova autopista (A3 Transsilvània) per connectar Zalău amb Europa occidental. La ciutat té dos col·legis universitaris acreditats a nivell nacional, una biblioteca pública, un museu, una galeria d'art, més de quatre hotels, un motel i dues residències d'estudiants.

## Geografia
Zalău es troba a la vall de Zalău, a la cruïlla de les muntanyes Apuseni i els Carpats orientals, al comtat de Sălaj, a47° 12′ N, 23° 3′ E / 47.200°N,23.050°E. Zalău es troba a la part central del comtat de Sălaj, a la conca hidrogràfica de Zalău, on es troben la depressió del mateix nom i el pic Meseș.
Veïna de Țara Maramureșului i del comtat de Satu Mare, a la part nord-oest de la regió històrica de Transsilvània, que en el passat era un petit estat principalment independent però que des de 1918 pertany a Romania (excepte entre setembre de 1940 i octubre de 1944, quan va estar sota l'administració d'Hongria després del Segon Arbitratge de Viena). Si Zalău es troba a Crișana o Transsilvània encara és un tema de debat perquè, geogràficament, Zalău es troba a la frontera oriental de Crișana.
Es troba a la vora del petit riu Zalău, entre tres valls estretes de les muntanyes de Meseș. És la seu del comtat i la ciutat més gran del comtat de Sălaj.
La ciutat té una superfície total de 90,09 km². Això inclou l'únic poble que administra, Stâna (Felsőnyárló), situat al sud-est de Meseș, a la conca hidrogràfica d'Agrij. Măgura Stânii en té 716 m.

## Llocs d'interès
Els més importants dels 24 monuments i edificis de la capital del comtat de Zalău són: "Transilvania" (teatre el 1895), l'ajuntament (tribunal i seu de l'oficina de prefectes el 1889), l'església catòlica romana (1878), el església reformada (1904-1907), la " Dormició de l'Església de Theotokos " greco-catòlica (1930-1934), el deganat ortodox (construït a finals del segle xix), el Museu Històric (construït cap al 1900 - casino de la beca dels artesans), l'escola primària "Simion Bărnuțiu" (escola de noies el 1895) i el Col·legi Nacional Silvania (Col·legi Reformat el 1860), tot això sent elements urbanístics valuosos per al patrimoni històric i cultural de la terra. El famós grup estàtuari Wesselényi Monument de l'heroic noble hongarès homònim (1902) de János Fadrusz i el bust realitzat en honor de Simion Bărnuțiu per Romul Ladea també mereixen ser visitats.
Zalău acull animats certàmens cada any, inclòs un festival d'estiu conegut com els "Dies de Zalău". Hi ha una estàtua del baró Wesselényi a la plaça Iuliu Maniu del centre de la ciutat; el Memorial Tuhutum (tots dos fets per János Fadrusz el 1902); el Museu d'Història i Art del comtat de Zalău mostra artefactes que van des del Neolític fins als temps moderns, amb un enfocament al període romà i acull obres d'art modern. Hi ha diverses esglésies, inclosa la catedral calvinista, que és una de les més boniques i més grans de Transsilvània.

## Població
La població de Zalău va experimentar importants evolucions al llarg dels temps (vegeu més amunt) i actualment les dades indicades pel cens del 2011 són les següents: 56.202 habitants.
Des del punt de vista ètnic, segons el cens del 2002, la població tenia l'estructura següent: 80,89% de romanesos, 17,50% d'hongaresos, 1,36% de gitanos i 0,25% d'altres. Segons el cens del 2011, Zalău tenia un 76,5% de romanesos, un 15,4% d'hongaresos i un 1,4% de romanís. Per al 6,5% no hi havia informació sobre l'etnia.

### Estructura confessional
| Confessió                    | 1930    | 2002    |
| ---------------------------- | ------- | ------- |
| Església reformada a Romania | 52,41%  | 15,24%  |
| Església de Grècia           | 18,98%  | 0 3,07% |
| Catòlics romans              | 11,46%  | 0 1,72% |
| Ortodoxa romanesa            | 0 6,01% | 73,29%  |
| Jueus                        | 0 5,14% | < 0,1%  |
| Baptistes                    | 0 0,91% | 0 2,01% |
| Pentecostals                 | < 0,1%  | 0 3,29% |

## Etimologia
La ubicació tenia diversos noms: "Ziloc" el 1220, "Oppidum Zilah" el 1473, "Zila" el 1601 i "Zilahu" i "Zalahu" al segle xix, o formes de toponimia alemanya "Waltenberg" i "Zillenmarkt".

## Política
A finals del segle xvi, la ciutat tenia una norma administrativa independent formada per 33 senadors elegits, dels quals un d'ells era l'alcalde. També hi havia un notari, un arxiver i un tresorer.
El Consell Local, format per 21 membres, té els atributs següents: aprovar el pressupost local, els préstecs, les transferències de crèdit i els mitjans d'ús de la reserva pressupostària; estableix impostos locals i també impostos especials; elegir els vicealcaldes, decidir sobre el nombre d'assistents.

### Eleccions del 2012
El Consell de Zalău, elegit a les eleccions del govern local de 2012, està format per 21 consellers, amb la composició del partit següent: 3- Unió Democràtica d'Hongaresos a Romania, 12- Unió Social Liberal, 3- Partit Liberal Democràtic, 3- Partit Popular - Dan Diaconescu. L'alcalde Radu Căpîlnășiu va ser reelegit.

### Eleccions del 2008
L'alcalde Radu Căpîlnășiu va ser elegit per primera vegada el 2004 com a membre del Partit Demòcrata i reelegit el 2008 i el 2012 com a membre del Partit Liberal Nacional.
El Consell Municipal de Zalău, elegit a les eleccions del govern local de 2008, estava format per 21 regidors, amb la composició següent del partit:

### Eleccions del 2004
El Consell Municipal de Zalău, elegit a les eleccions del govern local de 2004, estava format per 21 regidors, amb la composició següent del partit:

## Esports
La ciutat compta amb un equip femení d'handbol, anomenat HC Zalău, que està entrenat per Gheorghe Tadici, exentrenador de la selecció nacional d'handbol de Romania.

## Mitjans de comunicació
Graiul Sălajului, Magazin Sălăjean, Sălajeanul, Țara Silvaniei (1940, 1989), Năzuința (1960–1989), Sălajul Orizont, Gazeta de Duminică, Glasul copilăriei, Repere transilvane, Sălajul european, Acta mvsei porolissensis, Caiete silvane, Limes, Áries Szilágy, Szilágyság.

### Mitjans de comunicació en línia
- Zalau24.ro Notícies d'escena que passen a Zalau o al comtat de Salaj

## Fills il·lustres i residents notables
- Endre Ady (1877-1919), poeta hongarès
- Dacian Cioloș (nascut el 1969), polític, primer ministre de Romania
- Alexandru Dragomir (1916-2002), filòsof romanès
- Ramona Farcău (nascuda el 1979), jugadora d'handbol romanesa
- Virgil D. Gligor (nascut el 1949), professor romanès-americà d'enginyeria elèctrica i informàtica
- Eduard Hellvig (nascut el 1974), director del Servei d'Intel·ligència de Romania
- Iuliu Maniu (1873–1953), polític romanès
- Florian Pop (nascut el 1952), matemàtic romanès-americà
- Codruț Șereș (1969), enginyer i polític romanès
- Gheorghe Tadici (nascut el 1952), entrenador romanès d'handbol
- Talida Tolnai (nascuda el 1979), jugadora d'handbol romanesa
- Miklós Wesselényi (1796-1850), estadista hongarès
- Gyula Zilahy (1859-1938), actor d'escena i cinema hongarès

## Ciutats germanes
Zalău està agermanada amb:
- Imola, Itàlia (2005)
- Sandwell, Regne Unit (2006)
- Kamianets-Podilskyi, Ucraïna (2003)
- Szentendre, Hongria (1990)

## Clima
Zalău té un clima continental humit (Cfb a la classificació climàtica de Köppen).

## Galeria de fotos

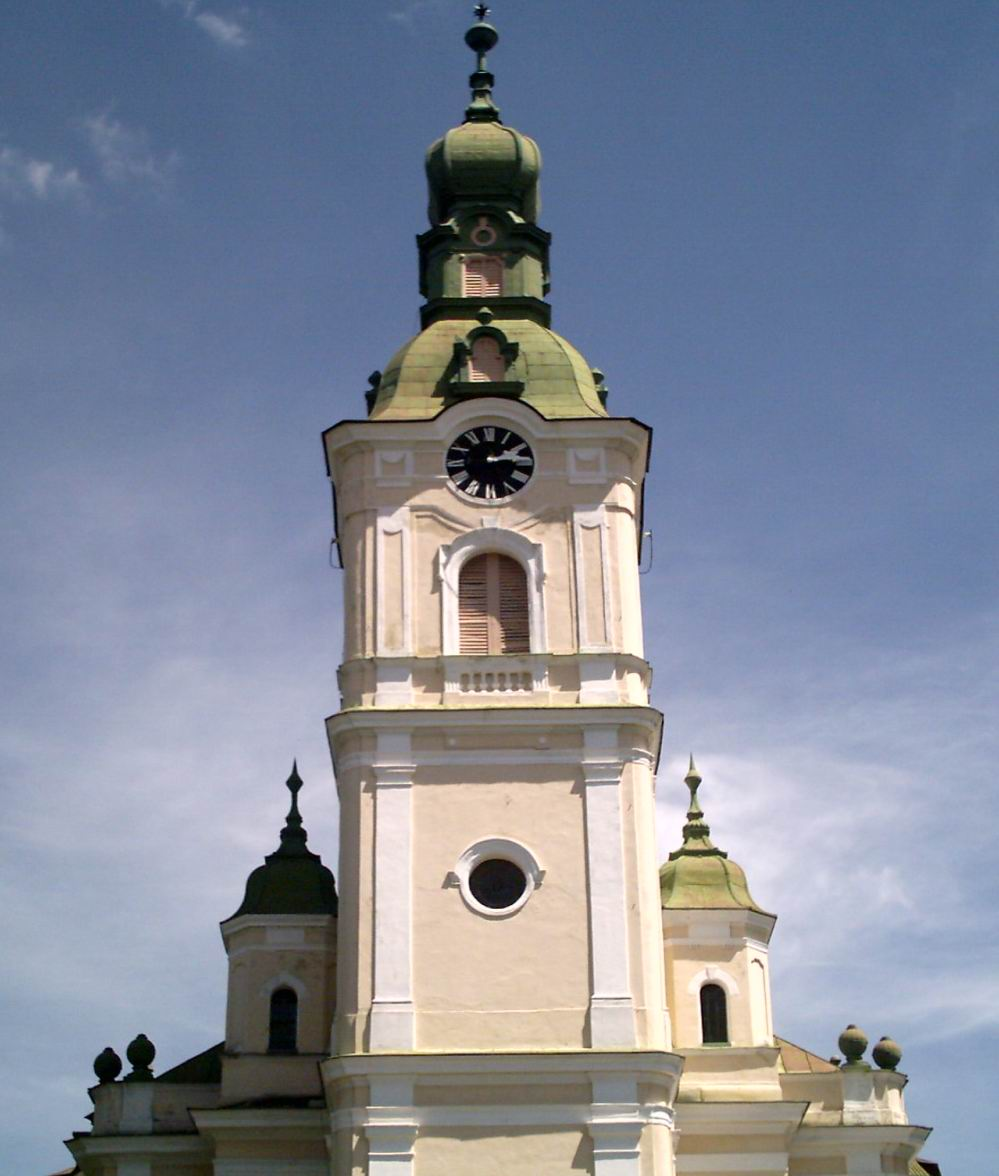
Església reformada, Zalău
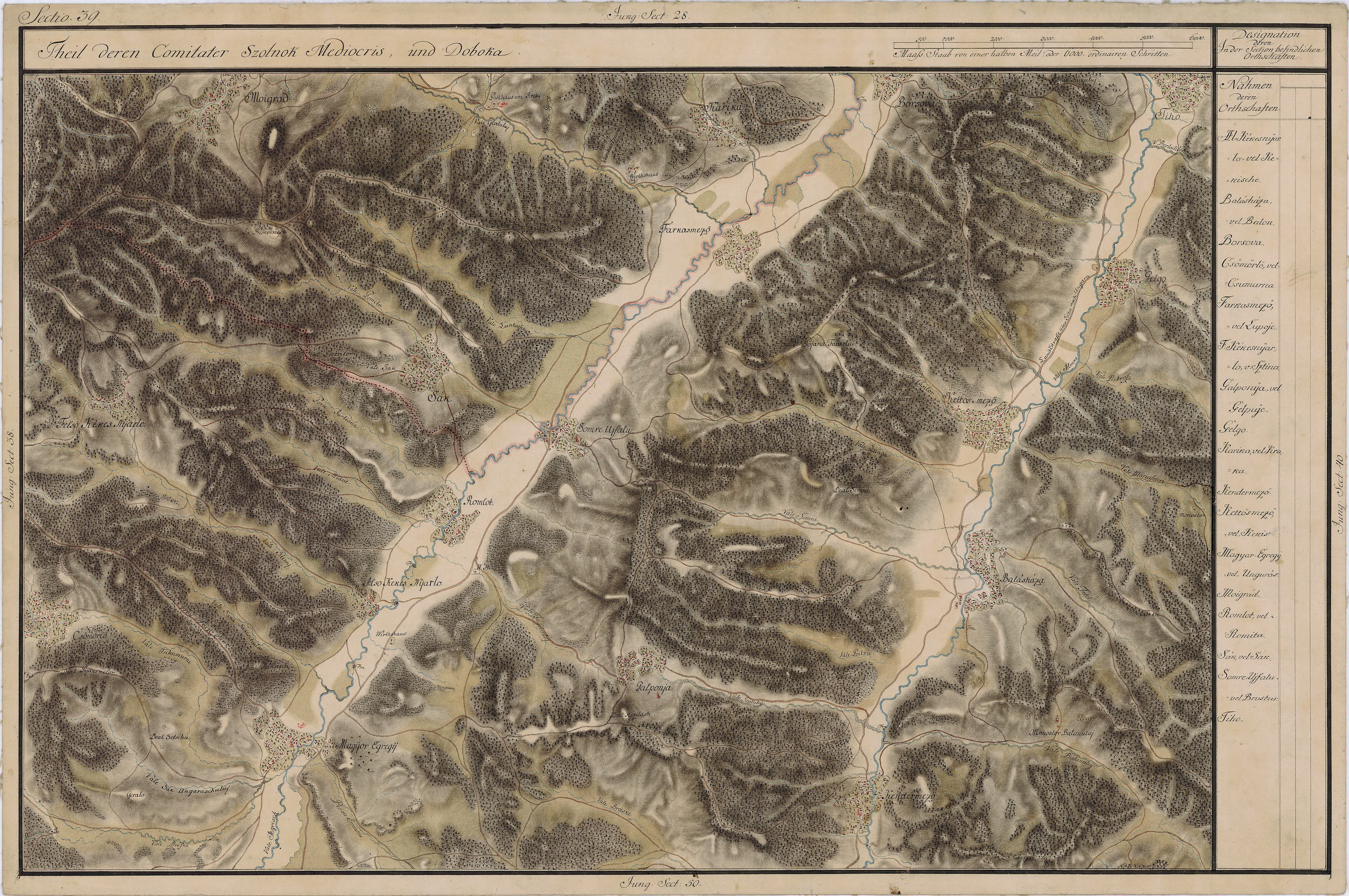
Stâna a Josephinische Landaufnahme
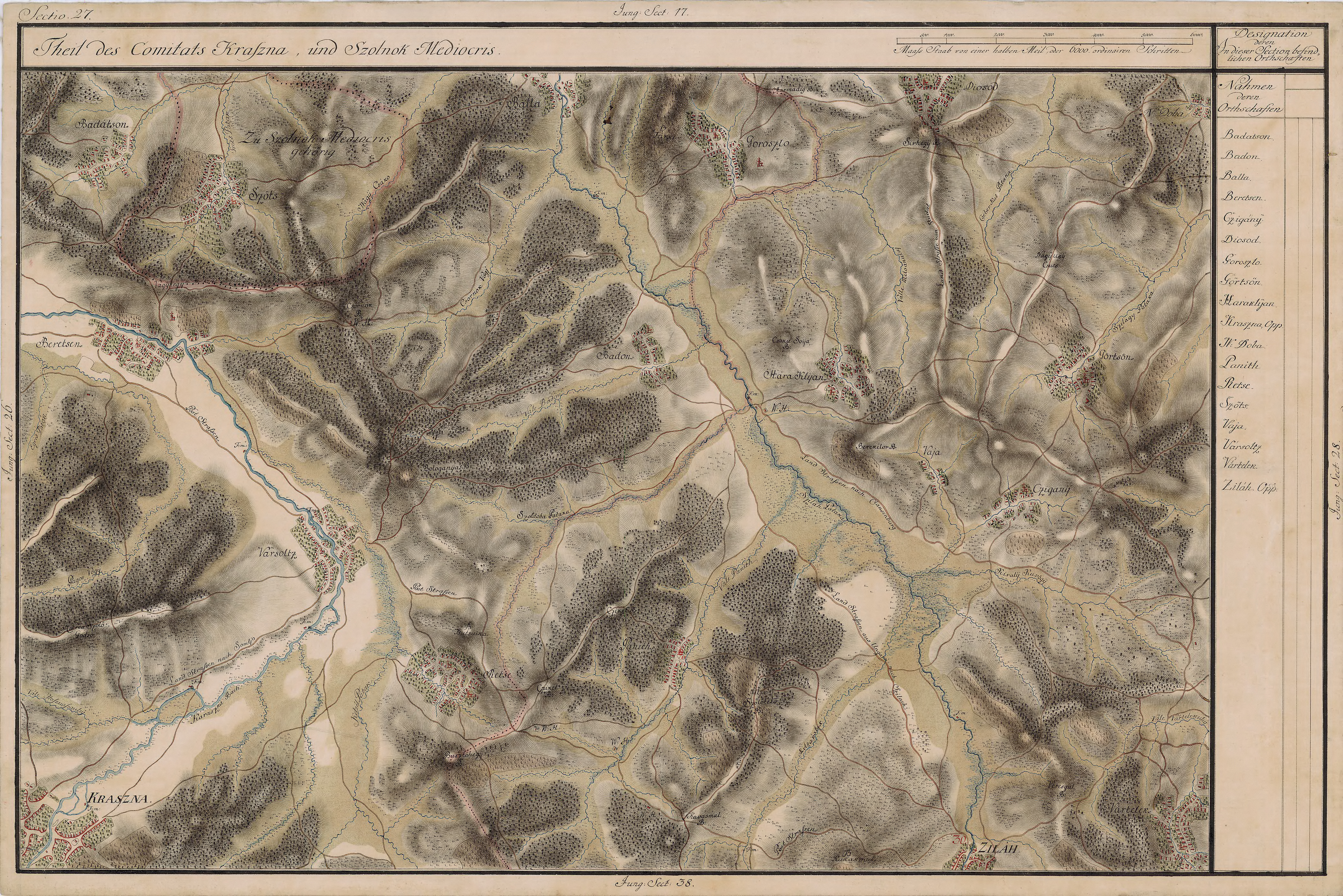
Zalău a Josephinische Landaufnahme